# Reginald McKenna
Reginald McKenna (6 juillet 1863 - 6 septembre 1943) est un banquier britannique et un homme politique libéral. Son premier poste au Cabinet sous Henry Campbell-Bannerman est celui de président du Board of Education, après quoi il est le premier lord de l'amirauté. Ses rôles les plus importants sont ceux de ministre de l'Intérieur et de chancelier de l'Échiquier sous le gouvernement de Herbert Henry Asquith. Il est studieux et méticuleux, connu pour son souci du détail, mais aussi pour sa bureaucratie et son esprit partisan. 

## Jeunesse et éducation
Né à Kensington, Londres, il est le fils de William Columban McKenna et de sa femme Emma, fille de Charles Hanby. Il est le neveu de Sir Joseph Neale McKenna. Il fait ses études à la King's College School et au Trinity Hall, Cambridge . À Cambridge, il est un rameur notable. En 1886, il est membre du Trinity Hall Boat Club huit qui remporte la Coupe Grand Challenge à la Régate royale de Henley . Il a ramé l'arc dans le bateau Cambridge gagnant la course de bateaux de 1887. Toujours en 1887, il est membre du quatre sans barreur de Trinity Hall qui remporte la Stewards 'Challenge Cup à Henley.

## Carrière politique
McKenna est élu député aux élections générales de 1895 pour North Monmouthshire. Il est un impérialiste libéral. Après l'élection kaki de 1900, il est en faveur du retour au gouvernement de l'ancien premier ministre libéral, Lord Rosebery, bien que cela ne se soit pas produit . 
En décembre 1905, McKenna est nommé, de préférence à Winston Churchill, secrétaire financier du Trésor. Il sert ensuite dans les cabinets libéraux de Campbell-Bannerman et Asquith en tant que président du Board of Education, premier lord de l'amirauté (1908-1911) et ministre de l'Intérieur. 
Il est considéré comme méthodique et efficace. Les estimations de McKenna ont été soumises à un examen sans précédent par les «économistes» David Lloyd George et Churchill. McKenna propose de grandes dépenses navales en décembre 1906 pour les années 1909-10 de 36 millions de livres sterling, dont le programme de construction Dreadnought inspiré par le réformateur naval John Arbuthnot Fisher. 

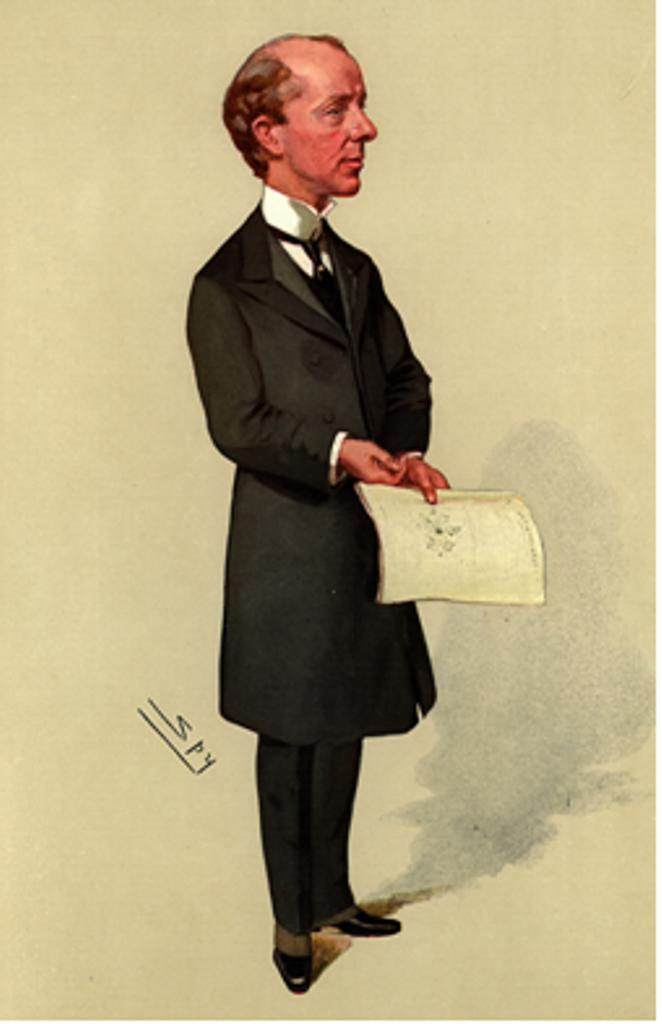
Reginald McKenna de Leslie Ward (caricatures de Vanity Fair) intitulé "Dans l'équipage gagnant"

En 1907, James Bryce est nommé ambassadeur aux États-Unis, Augustine Birrell le remplace comme Secrétaire en chef pour l'Irlande et McKenna succède à Birrell comme président du Board of Education. Il est responsable de réformes telles que l'introduction de places libres dans les écoles secondaires , et l'octroi aux autorités locales des pouvoirs nécessaires pour répondre aux besoins physiques et de santé des enfants  et est promu au cabinet en tant que Premier Lord de l'Amirauté seulement un an plus tard. 

### Premier lord

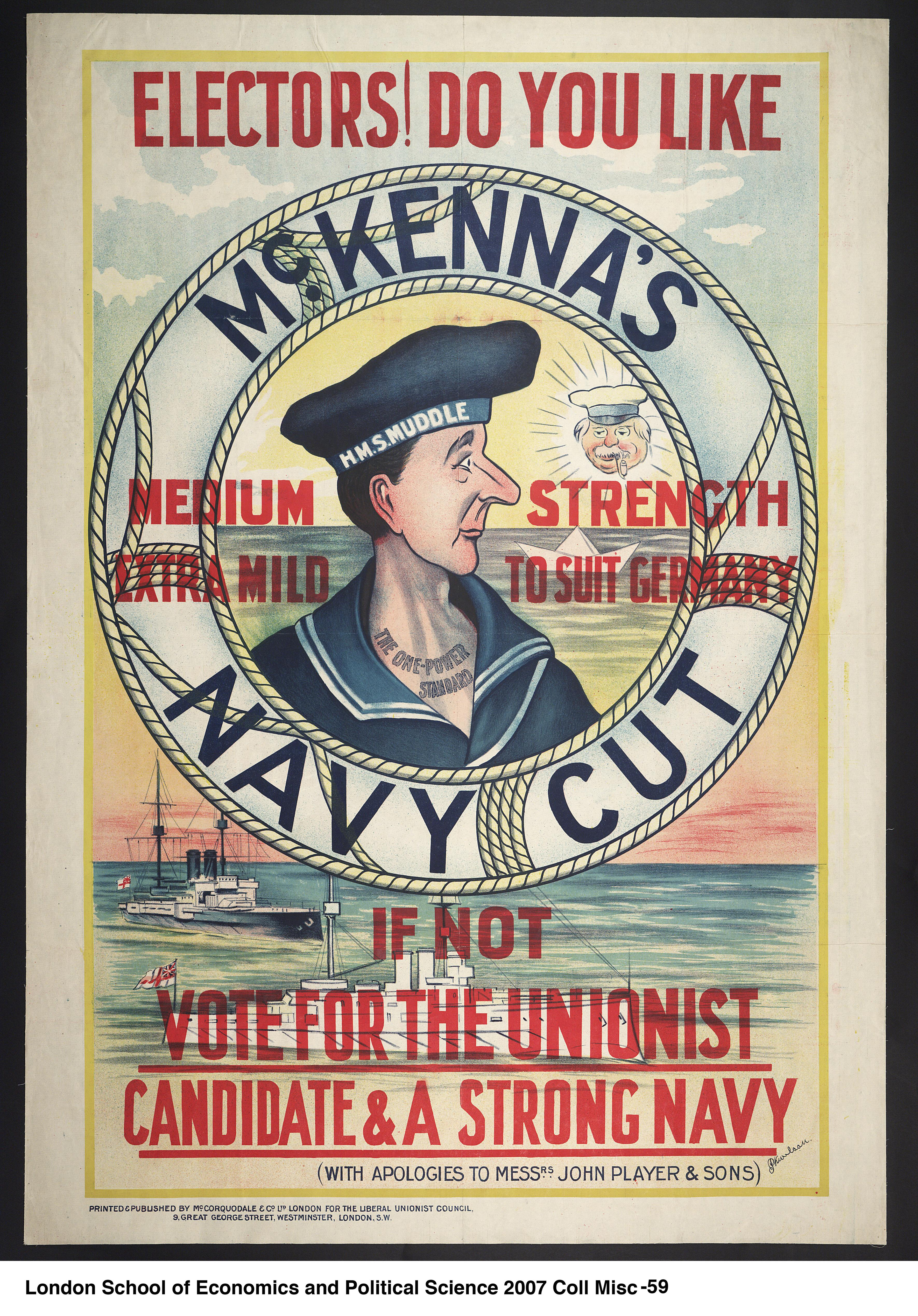
Électeurs! Aimez-vous la coupe marine de McKenna?

À l'Amirauté, McKenna présente le projet de loi sur la bourse du travail à partir de mai 1909, une politique plus tard associée à Churchill, dans le but de réduire le chômage. Il est de plus en plus agressé lors de discours devant le Parlement. Le nombre de Dreadnoughts à construire est passé de six à huit navires; quatre initialement et quatre plus tard. Lloyd George et Churchill ont attaqué la position de McKenna dans un plan pour persuader la gauche libérale de la nécessité de coupes dans la défense. Néanmoins, McKenna fait partie du comité des finances du Cabinet qui a discuté du projet de budget de Lloyd George du 7 mars 1910 et, le 12 avril, refuse d'envisager les réductions de défense proposées par le chancelier. 
Il conserve son siège aux élections générales de 1910 et son poste à l'Amirauté dans le gouvernement d'Asquith . Il assiste au Sous-comité du Comité de Défense impériale (CID) le 17 décembre 1908 et le 23 mars 1909, période durant laquelle il a pleinement compris la gravité de la menace navale . Il assiste également à la célèbre réunion du 23 août 1911, présidée par le Premier ministre, au cours de laquelle le brigadier-général Wilson, par opposition à la marine, persuade les ministres de déployer une force expéditionnaire en France en cas de guerre . Asquith a rejeté les plans de guerre de la Royal Navy comme "totalement impraticables" .
McKenna a peu de soutien au Cabinet et Asquith, Richard Haldane et Churchill voulaient que ce dernier le remplace à l'Amirauté. Heureusement, la guerre a été évitée malgré la crise d'Agadir . Le 16 novembre, McKenna accepte le Home Office, échangeant de poste avec Churchill . 
Au total, McKenna a «posé les quilles» de 18 nouveaux cuirassés qui ont puissamment contribué à la flotte du Jutland. McKenna a commencé la course aux armements de Dreadnought: la base stratégique fondamentale était pour une vaste flotte, suffisamment grande pour intimider l'Allemagne et refuser de combattre . 

### Secrétaire à l'Intérieur en temps de paix
McKenna accepte son changement au Home Office en octobre 1911, en partie parce qu'il s'est remis d'une opération d'appendicite. Il est l'une des nombreuses nominations du Cabinet à l'époque qui, selon l'historien Duncan Tanner, "poussait le parti (libéral) encore plus à gauche" . McKenna et Charles Hobhouse sont responsables du Welsh Church Disestablishment Bill finalement rédigé le 20 février 1912.
Il propose aussi le projet de loi sur les mines de charbon réglementant la rémunération et les conditions de travail. McKenna soutient avec enthousiasme le principe du salaire minimum, en partie pour éviter la «guerre civile» dans les bassins houillers. Tout au long de l'été 1912, il s'oppose à l'escalade de la course navale, provoquée par le plan de Churchill de construire une nouvelle flotte méditerranéenne. 
Il s'est opposé à un projet de loi sur la tempérance. Il fait également une proposition radicale de laisser sortir les prisonniers en courte peine, qu'il a parrainée pour traiter avec les suffragants militants, un projet de loi approuvé à l'unanimité par le cabinet. Le 13 mars 1913, il vote contre l'entraînement militaire obligatoire.     
McKenna reproche à Churchill d'avoir attisé la presse de Northcliffe contre les plans du cabinet visant à augmenter le budget de l'armée de 800 000 £ et une augmentation proposée de 6 millions de £ dans l'estimation semestrielle de la Royal Navy. Au cours de la nouvelle année, McKenna fait partie du groupe de Lloyd George pour analyser les plans de Churchill pour la construction de Dreadnought; ils ont insisté pour que les dépenses soient réduites à celles de 1912-1913. 
Fin janvier 1914, ses amis Charles Hobhouse et John Allsebrook Simon acceptent de faire pression sur le chancelier. Le lendemain, au Trésor, leur «séance entière fut occupée» par la tirade du groupe contre la gestion de l'Amirauté par Churchill. Ils se sont retirés le lendemain matin à Smith Square pour discuter de la crise du Home Rule en Irlande; une dissolution "serait un triomphe pratique complet pour le Parti conservateur", écrit Hobhouse; leur groupe s'élargit pour inclure Beauchamp et Runciman. Le 29 janvier, le groupe envoie une pétition à Asquith pour protester contre les estimations navales, qui devraient désormais totaliser 52,5 millions de livres sterling. 
McKenna a reçu des messages de grave préoccupation du dirigeant irlandais John Redmond. Le 17 juillet, avant le week-end, McKenna propose un projet de loi modificative au gouvernement irlandais pour permettre à tout comté d'Ulster de se retirer du Home Rule. 

### Secrétaire à l'Intérieur en temps de guerre
Les problèmes de l'Irlande sont devenus insignifiants début août. De manière générale, McKenna, un Asquithian, a soutenu l'engagement de partir en guerre pour défendre la neutralité de la Belgique, mais il ne voulait pas envoyer le Corps expéditionnaire britannique (BEF) . La plupart des membres du cabinet se sont opposés à une intervention armée en France, presque jusqu'à la déclaration de guerre. 
Le ministre de l'Intérieur est resté responsable de la sécurité de l'État : plus de 6 000 cas d'espionnage ont fait l'objet d'une enquête, mais aucun n'a aboutit. Le « complot allemand » en Irlande a fait craindre que la Grande-Bretagne ne soit infiltrée par un réseau d'espions. En réponse, des télégraphes par câble ont été posés de Dartmouth à Brest en Bretagne pour garantir les liaisons de communication alliées. Le 20 octobre, un mandat d'arrêt est lancé contre 23 000 étrangers germaniques et les approvisionnements alimentaires de la Belgique sont coupés de peur de tomber aux mains des Allemands. McKenna refuse d'autoriser la publication du naufrage du HMS Audacious; mais il est «divulgué» par The Evening News. Et le 30 octobre, le Cabinet annonce une politique générale de censure. Dans l'affaire Wilhelmina, il a de nouveau évoqué la situation juridique, cherchant une solution en droit international. 
McKenna n'aimait pas Lord Kitchener, autocratique et dédaigneux, nommé secrétaire d'État à la Guerre au début de la guerre. Immédiatement après sa nomination, leurs relations se sont détériorées: la politique de recrutement volontaire s'est poursuivie, l'armée ayant besoin d'un million d'hommes, jusqu'à ce que l'adjudant général se plaigne qu'il y avait trop de nouvelles recrues. Le 5 mars 1915, McKenna signale que le Ritz-Carlton, à New York, est utilisé comme réseau d'espionnage pour informer sur les renseignements britanniques; le gouvernement, déterminé à empêcher les États-Unis d'entrer en guerre du côté de l'Allemagne, a informé Washington.  McKenna a soutenu Asquith et s'est progressivement brouillé avec Lloyd George. 
Les querelles internes dans les conversations du Cabinet atteignirent leur paroxysme: Edwin Montagu, un cousin d'Herbert Samuel et un allié de Lloyd George, suggère qu'Asquith était jaloux des prouesses de Sir Edward Grey au Foreign Office. Lorsqu'en avril 1915, le ministre de l'Intérieur interdit à Montagu de quitter son domicile pendant six mois, le décor est préparé pour une scission définitive au sein du parti.  

### Chancelier libéral d'Asquith
En mai 1915, Asquith forme un gouvernement de coalition. McKenna, un coalitionniste réticent, est devenu chancelier de l'Échiquier. Dans l'intervalle, il supervise la question du second prêt de la guerre en juin 1915, à un taux d'intérêt de 4,5%, bien que son premier budget ait été actualisé le 21 septembre 1915 pour faire face à une crise de la dette imminente. Les revenus augmentaient, mais pas suffisamment pour couvrir les dépenses publiques de 1,6 milliard de livres sterling. McKenna augmente les taux d'imposition sur le revenu et introduit un impôt sur les bénéfices excédentaires de 50%, et une augmentation de la fiscalité indirecte des produits tels que le thé, le café et le tabac. 
En septembre 1915, il introduit une taxe sur les importations de luxe afin de financer l'effort de guerre. Les droits McKenna s'appliquaient au film cinématographique; horloges et montres; automobiles et motos; et instruments de musique . Les droits ont été révoqués par le gouvernement travailliste de Ramsay MacDonald en 1924, pour être réimposés en 1925. 
Le budget d'avril 1916 a vu de nouvelles hausses importantes de l'impôt sur le revenu et des impôts sur les bénéfices excédentaires, à un moment où les prix des produits alimentaires de base augmentaient. Les taxes de vente ont été étendues aux billets de train, à l'eau minérale, au cidre et au poiré et aux divertissements. Le gouvernement a promis que s'ils émettaient des prêts de guerre à un taux d'intérêt encore plus élevé (comme ils l'ont fait avec l'émission de 5% de 1917), les détenteurs des obligations de 4,5% pourraient également se convertir au nouveau taux. Son prédécesseur, David Lloyd George critique McKenna dans ses mémoires pour avoir augmenté le taux d'intérêt de 3,5% sur le prêt de guerre de 1914 à une époque où les investisseurs n'avaient que peu d'alternatives et auraient même pu voir leur capital "conscrit" par le gouvernement. Non seulement le changement a finalement augmenté les paiements d'intérêts de la nation de 100 millions de livres sterling par an, mais il a également entraîné des taux plus élevés dans toute l'économie pendant la dépression de l'après-guerre . Par rapport à la France, le gouvernement britannique s'est davantage appuyé sur le financement à court terme sous forme de bons du Trésor et d'obligations d'échiquier pendant la Première Guerre mondiale; Les bons du Trésor ont fourni l'essentiel des fonds du gouvernement britannique en 1916 . McKenna s'est disputé avec Lord Cunliffe, gouverneur de la Banque d'Angleterre. De plus, il a tenté de séquestrer les actifs de la US Prudential Assurance Company pour payer les achats de matériel de guerre américain. 
Opposant à Lloyd George, McKenna critique l'approche politique du premier ministre, déclarant au politicien conservateur Arthur Balfour que "vous n'êtes pas d'accord avec nous, mais vous pouvez comprendre nos principes. Lloyd George ne les comprend pas et nous ne pouvons pas le faire ". Mais contrairement à McKenna, Lloyd George n'a aucun problème avec les relations avec Cunliffe. 

### Service militaire
La question du service forcé dans les forces armées était controversée en Grande-Bretagne. Les conservateurs étaient presque entièrement en faveur, mais les libéraux étaient divisés, les Asquithiens étant largement opposés pour des motifs libertaires, tandis que Lloyd George s'unissait aux conservateurs dans ce qu'il déclarait être un intérêt national vital. Sir John Simon, ministre libéral de l'Intérieur et allié de McKenna, démissionne à cause de la conscription des célibataires en janvier 1916. Comme le chancelier de l'Échiquier McKenna s'est opposé à la conscription d'hommes mariés en mai 1916 pour des raisons purement économiques, arguant que cela épuiserait les industries de guerre britanniques. McKenna savait que pour qu'Asquith reste en fonction, il devait s'orienter vers la conscription, qu'il le veuille ou non; s'il ne le faisait pas, les conservateurs renverseraient le gouvernement. 
Lors d'une réunion décisive le 4 décembre 1916, McKenna tente de persuader Asquith de limoger Lloyd George pour sauver le gouvernement. McKenna se retire dans l'opposition lors de la chute d'Asquith à la fin de 1916. 

### Président de la Midland Bank
Il perd son siège aux élections générales de 1918 et est devenu un membre non exécutif du conseil d'administration de la Midland Bank à l'invitation du président, le député libéral Sir Edward Holden (1er baronnet). Avant la mort de Holden en 1919, McKenna vient dans son bureau tous les jours pour observer les activités du président, et le remplace à sa mort. Une coda élaborée est rédigée pour permettre aux directeurs de la banque de déterminer s'il doit démissionner de son siège, s'il est élu à Pontypool où il est le candidat libéral (son ancien siège du North Monmouthshire a disparu lors des changements de limites). Mais la situation ne se pose pas puisqu'il n'est pas élu en 1922. Le nouveau Premier ministre Andrew Bonar Law espérait le persuader de sortir de sa retraite et de servir à nouveau à l'Échiquier dans un cabinet conservateur, mais il a refusé et est resté dans la vie privée. Son refus est en partie dû au fait qu'il voulait promouvoir une alliance entre Bonar Law et Asquith, qui est toujours le chef officiel du Parti libéral. L'année suivante, le successeur de Bonar Law, Stanley Baldwin, réitère la demande et McKenna est plus agréable, mais a de nouveau décliné. 
McKenna utilise son statut de président de l'une des cinq grandes banques britanniques pour affirmer que la politique monétaire pouvait être utilisée pour atteindre des objectifs macroéconomiques nationaux. Au comité Chamberlain-Bradbury, il s'est demandé si un retour à l' étalon-or était souhaitable. John Maynard Keynes est le seul autre à le faire, bien que d'autres aient proposé un retour retardé. 

### Un retour au gouvernement?
Selon Lord Birkenhead, les libéraux de Lloyd George étaient en mauvaise intelligence, sans grands chefs pour faire avancer le gouvernement. McKenna est certes un technocrate, mais il ne voulait pas être Premier ministre, mais on aurait peut-être pu lui offrir ce poste. En réalité, les conservateurs voulaient l'un des leurs. Cependant, il souhaite entrer au Parlement en juillet 1923 en tant que député de la ville de Londres et aucun des députés en exercice n'accepte de démissionner afin de faire de la place. En conséquence, McKenna refuse car il ne souhaitait pas quitter la banque. Il continue à rédiger des rapports économiques pour Whitehall et Westminster, mais en août 1923, sa carrière politique est terminée. Cependant, sa réputation financière était telle qu'il a poussé Stanley Baldwin à exiger son retour au gouvernement dans les années 1930. En 1939, il est proposé qu'il soit nommé pour remplacer le chancelier national libéral, Sir John Simon. McKenna est le dernier des Asquithians à mourir, en 1943. Il est inhumé dans la tombe familiale à l'église St Andrew de Mells.

## Famille
McKenna épouse en 1908 Pamela Jekyll (décédée en novembre 1943), la fille cadette de Sir Herbert Jekyll (frère de la paysagiste Gertrude Jekyll) et de son épouse Dame Agnes Jekyll, née Graham. Ils ont deux fils - Michael (décédé en 1931) et David, qui épouse Lady Cecilia Elizabeth Keppel (12 avril 1910-16 juin 2003), une fille de Walter Keppel (9e comte d'Albemarle) en 1934. McKenna est un financier talentueux et un champion de bridge pendant son temps libre. En compagnie royale à Balmoral, McKenna a joué au golf .   
Reginald McKenna est décédé à Londres le 6 septembre 1943 et est enterré à l'église St Andrew à Mells, Somerset. Sa femme est décédée deux mois plus tard et est enterrée à côté de lui. McKenna est un client régulier d'Edwin Lutyens qui a conçu le siège de la Midland Bank à Poultry, Londres et plusieurs succursales. Pamela McKenna est une hôtesse de la haute société dont les dîners ont charmé Asquith dans leur maison de ville construite par Lutyens à Smith Square. Lutyens, l'architecte officieux du gouvernement impérial, a construit plusieurs maisons pour McKenna et d'autres personnalités politiques, ainsi que sa tombe.  
Son neveu Stephen McKenna est un romancier populaire qui a publié une biographie de son oncle en 1948. 

## Publications
- (1928) Politique bancaire de l'après-guerre: une série d'adresses Londres: William Heinemann.